# 维勒瓦尔德
维勒瓦尔德（法語：Willerwald，法語發音：[vilœʁvald]；洛林法兰克语：Willerwalt）是法国摩泽尔省的一个市镇，位于该省东部，属于萨尔格米讷区。

## 地理
维勒瓦尔德（49°1'37"N, 7°2'6"E）面积6.31 平方千米，位于法国大東部大區摩泽尔省，该省份为法国东北部内陆省份，是洛林的一部分，西南接默尔特-摩泽尔省，东临下莱茵省，北与卢森堡和德国接壤。
与维勒瓦尔德接壤的市镇（或旧市镇、城区）包括：埃比蔡姆、安巴赫、萨拉尔布。

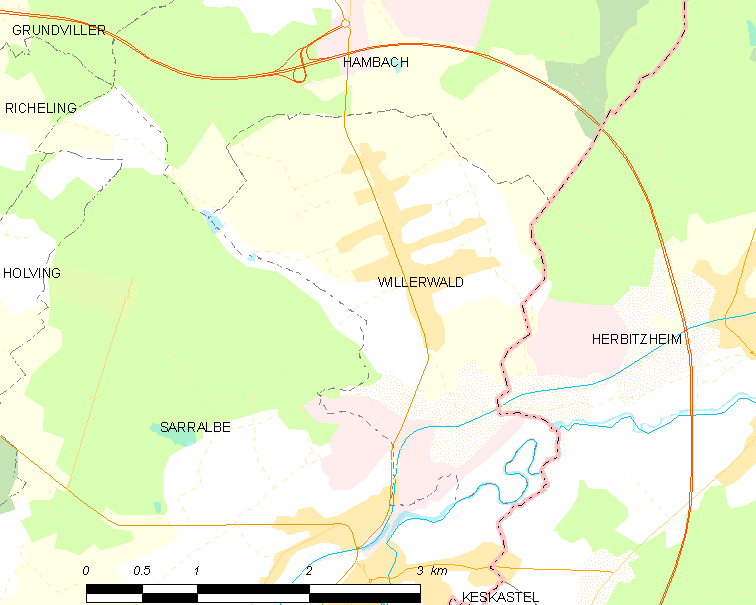
维勒瓦尔德的OSM定位图

维勒瓦尔德的时区为UTC+01:00、UTC+02:00（夏令时）。

## 行政
维勒瓦尔德的邮政编码为57430，INSEE市镇编码为57746。

## 政治
维勒瓦尔德所属的省级选区为萨尔格米讷县。

## 人口

1962-2008年间维勒瓦尔德人口变化图示

维勒瓦尔德于2022年1月1日时的人口数量为1519人。